# 初動態勢
初動態勢（しょどうたいせい）とは、軍や警察などが事件・事故・災害に即応する態勢を指す。
初動態勢を遅らせれば、軍事力や組織力で劣勢な者も、一時的に勝利することが出来る。
武装闘争派の一部の新左翼は、「都道府県の境界で、武装蜂起をすれば、初動態勢が遅れ、勝利できる可能性がある」と述べる。
また、坂本弁護士一家殺害事件を起こしたオウム真理教は、初動態勢の遅れを狙って、被害者の遺体をわざわざ新潟県・富山県・長野県に分けて遺棄した。